# Product placement

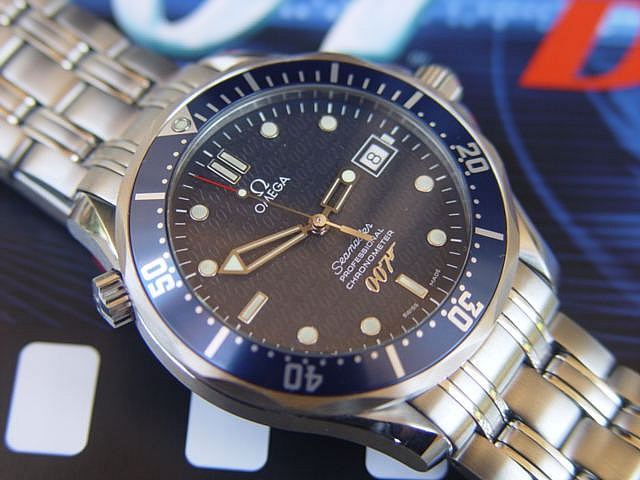
Hodinky, které se objevily ve filmu s Jamesem Bondem.

Product placement, doslova přeloženo jako umístění produktu, je forma skryté reklamy. Jedná se o umisťování výrobků, názvů, log apod. existujících značek do uměleckých děl, jako jsou například filmy, seriály, videohry, zábavní pořady, písně apod. Míra explicitnosti toho, o jakou má jít značku, může být různá.
V České republice byla až do 17. srpna 2009 zakázána, avšak je stále všeobecně tolerovaná. Důvodem je nejen rozšíření v zahraničí, především ve Spojených státech amerických, ale také fakt, že právě product placement je schopný zaplatit náklady na celý film – o čemž diváky přesvědčil např. kontroverzní režisér Morgan Spurlock ve svém dokumentu Nejlepší film, jaký byl kdy prodán.

## Jak vypadá product placement v praxi
Jedná se o cílenou propagaci produktu v audiovizuální podobě, například že konkrétní filmový hrdina zcela očividně nepije „nějaké pití“, ale např. Coca-Colu, výměnou za finanční částku, kterou firma zaplatí producentovi filmu za propagaci svého produktu.

## Evropské právo
Product placement upravuje na evropské úrovni směrnice 2007/65/ES o audiovizuálních mediálních službách, která ho odlišuje od klasické televizní reklamy, teleshoppingu a sponzorování, které nejsou začleněny přímo do děje. Product placement je přitom směrnicí obecně zakázán, ale je umožněn ve filmech, seriálech, sportovních a zábavných televizních pořadech, s výjimkou pořadů pro děti. I přes toto povolení ale nesmí daný produkt nepatřičně propagovat nebo zdůrazňovat a diváci musejí být o jeho existenci v daném díle předem informováni. Směrnice také umožňuje, aby členské státy EU podmínky product placementu zpřísnily nebo naopak zmírnily.

## Ukázky product placementu
- film Star Trek – mobilní telefony Nokia, pivo Budweiser
- film Vratné lahve – obchodní řetězec Albert
- pořad Volejte řediteli – minerální voda Korunní
- film Devátá brána – cigarety Lucky Strike
- film Účastníci zájezdu – autobusy Vega Tour, přípravek na erekci ArginMax
- seriál Ulice – obchody Euronics a Tescoma (které se po legalizaci product placementu objevily v Ulici), dodavatel elektřiny a plynu Innogy, zubní fixační krém Corega, nábytek Jamall, pivo Březňák, smartphony a notebooky společnosti Lenovo, e-shop Mall a mnoho dalších.
- film Probudím se včera – hlavní hrdina žvýká žvýkačky Orbit nebo nakupuje v drogerii Teta
- film Čtyřlístek ve službách krále – čtyřlístku hlavních postav přivážejí k snídani Pribináček, dále se filmu objevují lízátka Chupa Chups, na náměstí v Třeskoprskách je prodejna hraček HM studio a Česká pošta (všichni jsou partneři filmu).[2]
- seriál Gympl s (r)učením omezeným – oplatky Manner, nanuky Pinko, cukrovinky Haribo
- film Babovřesky – žvýkačky Orbit, Medovník, minerální vody Poděbradka a Mattoni, automobilka Citroën, Rádio Impuls a mnoho dalších
- seriál Ohnivý kuře – pivo Krušovice
- film Když draka bolí hlava – Marlenka
- film Velká filmová loupež – televizory Sony, na dobu vzniku filmu je propagace takové značky neobvyklá
- film Celebrity s.r.o. – Clavin, Big Shock!, …